# OK Liga 2011-2012
L'OK Liga 2011-2012 è stata la 43ª edizione del torneo di primo livello del campionato spagnolo di hockey su pista; disputato tra il 22 ottobre 2011 e il 16 giugno 2012 si è concluso con la vittoria del Barcellona, al suo ventiquattresimo titolo.

## Stagione

### Formula
L'OK Liga 2011-2012 vide ai nastri di partenza quattordici club; la manifestazione fu organizzata con un girone all'italiana, con gare di andata e ritorno per un totale di 26 giornate: erano assegnati tre punti per l'incontro vinto, un punto a testa per l'incontro pareggiato e zero la sconfitta. Al termine della stagione regolare la vincitrice venne proclamata campione di Spagna. Con l'aumento delle squadre partecipanti al massimo campionato, che da 14 passarono a 16, la squadra classificata al quattordicesimo posto fu l'unica retrocessa in Primera División, il secondo livello del campionato.

## Classifica finale
|                   | Pos. | Squadra         | Pt | G  | V  | N | P  | GF  | GS  | DR  |
| ----------------- | ---- | --------------- | -- | -- | -- | - | -- | --- | --- | --- |
| Spagna (bandiera) | 1.   | Barcellona      | 67 | 26 | 21 | 4 | 1  | 133 | 63  | +70 |
|                   | 2.   | Liceo La Coruña | 54 | 26 | 17 | 3 | 6  | 131 | 90  | +41 |
|                   | 3.   | Noia            | 45 | 26 | 13 | 6 | 7  | 93  | 83  | +10 |
|                   | 4.   | Igualada        | 44 | 26 | 13 | 5 | 8  | 92  | 77  | +15 |
|                   | 5.   | Reus Deportiu   | 41 | 26 | 12 | 5 | 9  | 111 | 98  | +13 |
|                   | 6.   | Blanes          | 40 | 26 | 11 | 7 | 8  | 82  | 80  | +2  |
|                   | 7.   | Vendrell        | 39 | 26 | 11 | 6 | 9  | 101 | 96  | +5  |
|                   | 8.   | Vilanova        | 38 | 26 | 11 | 5 | 10 | 109 | 106 | +3  |
|                   | 9.   | Maçanet         | 38 | 26 | 11 | 5 | 10 | 97  | 93  | +4  |
|                   | 10.  | Vic             | 32 | 26 | 9  | 5 | 12 | 78  | 92  | -14 |
|                   | 11.  | Calafell        | 24 | 26 | 7  | 3 | 16 | 95  | 124 | 29  |
|                   | 12.  | Voltregà        | 19 | 26 | 5  | 4 | 17 | 73  | 109 | -36 |
|                   | 13.  | PAS Alcoy       | 19 | 26 | 5  | 4 | 17 | 69  | 99  | -30 |
|                   | 14.  | Monjos          | 12 | 26 | 2  | 6 | 18 | 97  | 151 | -54 |

Legenda:
  Vincitore della Coppa del Re 2012.
      Campione di Spagna e ammessa all'Eurolega 2012-2013.
      Ammesse all'Eurolega 2012-2013.
      Ammesse in Coppa CERS 2012-2013.
      Retrocesse in Primera División 2012-2013.
Note:
Tre punti a vittoria, uno a pareggio, zero a sconfitta.